# Суппорт
Су́ппорт (от англ. и фр. support, от позднелат. supporto — поддерживаю) — узел, предназначенный для крепления, а также для ручного либо автоматического перемещения инструмента, например в станках.
Суппорт обычно состоит из резцедержателя и промежуточных деталей типа салазок, обеспечивающих заданное направление движения инструмента.
Суппорты различают:
1. по виду обработки — токарные, шлифовальные и др.;
2. по типу резцедержателя — резцовые, револьверные;
3. по расположению на станке — верхние, передние и т. п.;
4. по направлению и характеру движений — продольные, поперечные, качающиеся.

Универсальный суппорт выполняет перемещение в нескольких направлениях. Точность перемещения и жёсткость суппорта в наибольшей степени определяют качество станка.
- В автомобиле суппорт предназначен для крепления тормозных колодок.
- Переключатели передач велосипеда часто именуют суппортами.

## История
Первые упоминания о немеханизированном суппорте встречаются в старинной немецкой рукописи и датированы 1480 г., в нем резец с резцедержателем мог быть подведен к обрабатывающему изделию с помощью специального винта поперечной подачи.
Позднее в XVIII в. великий русский станкостроитель А. К. Нартов первым сконструировал механизированный суппорт, однако промышленность того времени не поддержала его и изобретение не получило широкого применения. В конце XVIII в. механизированный суппорт создает талантливый английский механик Генри Модсли.